# André da Rocha
André da Rocha is een gemeente in de Braziliaanse deelstaat Rio Grande do Sul. De gemeente telt 1.388 inwoners (schatting 2009).

## Verkeer en vervoer
De plaats ligt aan de weg BR-470.